# Lista statków typu Liberty według numeru kadłuba (751–900)
Ta strona przedstawia listę statków typu Liberty posortowaną według numeru kadłuba nadanego przez Komisję Morską (ang. Maritime Commission).
| Numer MC | Nazwa jednostki            | Patron                | Typ jednostki | Położenie stępki     | Wodowanie            | Los |
| -------- | -------------------------- | --------------------- | ------------- | -------------------- | -------------------- | --- |
| 751–767  |                            |                       |               |                      |                      | nieprzydzielone |
| 768      | SS „William P. Fessenden”  | William P. Fessenden  | standardowy   | 8 września 1942      | 11 listopada 1942    | złomowany w 1959 |
| 769      | SS „Winslow Homer”         | Winslow Homer         | standardowy   | 8 września 1942      | 11 listopada 1942    | złomowany w 1970 |
| 770      | SS „John Murray Forbes”    | John Murray Forbes    | standardowy   | 29 września 1942     | 26 listopada 1942    | złomowany w 1967 |
| 771      | SS „Augustine Heard”       | Augustine Heard       | standardowy   | 29 września 1942     | 26 listopada 1942    | sprzedany w prywatne ręce w 1947, złomowany w 1968 |
| 772      | SS „Edward Preble”         | Edward Preble         | standardowy   | 19 października 1942 | 2 stycznia 1943      | przekazany USN jako „Volans” (AKS 9), złomowany w 1965                                                                                                |
| 773      | SS „Calvin Coolidge”       | Calvin Coolidge       | standardowy   | 19 października 1942 | 2 stycznia 1943      | złomowany w 1965 |
| 774      | SS „John A. Dix”           | John A. Dix           | standardowy   | 19 października 1942 | 2 stycznia 1943      | sprzedany w prywatne ręce w 1947, złomowany w 1968 |
| 775      | SS „Walter E. Ranger”      | Walter E. Ranger      | standardowy   | 12 listopada 1942    | 31 stycznia 1943     | złomowany w 1972 |
| 776      | SS „Noah Webster”          | Noah Webster          | standardowy   | 12 listopada 1942    | 31 stycznia 1943     | zatopiony aby stworzyć sztuczną rafę w pobliżu Alabama 1976                                                                                           |
| 777      | SS „Eliphalet Nott”        | Eliphalet Nott        | standardowy   | 28 listopada 1942    | 14 lutego 1943       | złomowany w 1954 |
| 778      | SS „Isaac Sharpless”       | Isaac Sharpless       | standardowy   | 28 listopada 1942    | 14 lutego 1943       | złomowany w 1971 |
| 779      | SS „Timothy Dwight”        | Timothy Dwight        | standardowy   | 4 stycznia 1943      | 7 marca 1943         | złomowany w 1969 |
| 780      | SS „Ezra Cornell”          | Ezra Cornell          | standardowy   | 4 stycznia 1943      | 7 marca 1943         | sprzedany w prywatne ręce w 1947, sunk 1967 |
| 781      | SS „Francis Amasa Walker”  | Francis Amasa Walker  | standardowy   | 4 stycznia 1943      | 7 marca 1943         | złomowany w 1965 |
| 782      | SS „Joseph Warren”         | Joseph Warren         | standardowy   | 1 lutego 1943        | 5 kwietnia 1943      | sprzedany w prywatne ręce w 1947, złomowany w 1969 |
| 783      | SS „Emma Willard”          | Emma Willard          | standardowy   | 1 lutego 1943        | 5 kwietnia 1943      | sprzedany w prywatne ręce w 1947, złomowany w 1968 |
| 784      | SS „William Phips”         | William Phips         | standardowy   | 15 lutego 1943       | 15 kwietnia 1943     | złomowany w 1970 |
| 785      | SS „Charles Sumner”        | Charles Sumner        | standardowy   | 15 lutego 1943       | 15 kwietnia 1943     | złomowany w 1962 |
| 786      | SS „Asa Gray”              | Asa Gray              | standardowy   | 8 marca 1943         | 3 maja 1943          | złomowany w 1967 |
| 787      | SS „Mary Lyon”             | Mary Lyon             | standardowy   | 8 marca 1943         | 3 maja 1943          | sprzedany w prywatne ręce w 1947, zatopiony w 1963 |
| 788      | SS „Henry Wilson”          | Henry Wilson          | standardowy   | 8 marca 1943         | 3 maja 1943          | złomowany w 1962 |
| 789      | SS „Charles W. Eliot”      | Charles W. Eliot      | standardowy   | 6 kwietnia 1943      | 24 maja 1943         | wszedł na minę i zatonął w pobliżu Normandii w 1944                                                                                                   |
| 790      | SS „Harriet Beecher Stowe” | Harriet Beecher Stowe | standardowy   | 6 kwietnia 1943      | 24 maja 1943         | złomowany w 1967 |
| 791      | SS „Eugene Hale”           | Eugene Hale           | standardowy   | 15 kwietnia 1943     | 7 czerwca 1943       | złomowany w 1968 |
| 792      | SS „Robert Treat”          | Robert Treat          | standardowy   | 15 kwietnia 1943     | 7 czerwca 1943       | złomowany w 1967 |
| 793      | SS „George Cleeve”         | George Cleeve         | standardowy   | 4 maja 1943          | 23 czerwca 1943      | storpedowany i wyrzucony na brzeg w pobliżu Bona w 1944, podniesiony, złomowany w 1952                                                                |
| 794      | SS „Jacob H. Gallinger”    | Jacob H. Gallinger    | standardowy   | 4 maja 1943          | 23 czerwca 1943      | ciężko uszkodzony w 1967, złomowany w 1969 |
| 795      | SS „Sylvester Gardiner”    | Sylvester Gardiner    | standardowy   | 4 maja 1943          | 23 czerwca 1943      | sprzedany w prywatne ręce w 1947, złomowany w 1969 |
| 796      | SS „Robert Jordan”         | Robert Jordan         | standardowy   | 25 maja 1943         | 18 lipca 1943        | sprzedany w prywatne ręce w 1947, spalony w 1959, złomowany w 1963                                                                                    |
| 797      | SS „Robert Rogers”         | Robert Rogers         | standardowy   | 25 maja 1943         | 18 lipca 1943        | złomowany w 1972 |
| 798      | SS „Ezra Weston”           | Ezra Weston           | standardowy   | 8 czerwca 1943       | 28 lipca 1943        | storpedowany i zatopiony kanale La Manche w 1944 |
| 799      | SS „Josiah Quincy”         | Josiah Quincy         | standardowy   | 8 czerwca 1943       | 28 lipca 1943        | złomowany w 1972 |
| 800      | SS „William Sturgis”       | William Sturgis       | standardowy   | 24 czerwca 1943      | 12 sierpnia 1943     | złomowany w 1969 |
| 801      | SS „Thomas W. Hyde”        | Thomas W. Hyde        | standardowy   | 6 marca 1943         | 5 maja 1943          | złomowany w 1964 |
| 802      | SS „George F. Patten”      | George F. Patten      | standardowy   | 29 marca 1943        | 22 maja 1943         | złomowany w 1970 |
| 803      | SS „William Pepperrelll”   | William Pepperrell    | standardowy   | 9 kwietnia 1943      | 3 czerwca 1943       | złomowany w 1969 |
| 804      | SS „Thomas B. Reed”        | Thomas B. Reed        | standardowy   | 19 kwietnia 1943     | 9 czerwca 1943       | złomowany w 1966 |
| 805      | SS „Joshua L. Chamberlain” | Joshua L. Chamberlain | standardowy   | 27 kwietnia 1943     | 14 czerwca 1943      | złomowany w 1966 |
| 806      | SS „Jeremiah O’Brien”      | Jeremiah O’Brien      | standardowy   | 6 maja 1943          | 19 czerwca 1943      | statek-muzeum w San Francisco |
| 807      | SS „John A. Poor”          | John A. Poor          | standardowy   | 14 maja 1943         | 23 czerwca 1943      | wszedł na minę na północnym Atlantyku w 1943, naprawiony, storpedowany i zatopiony na Morzu Arabskim w 1944                                           |
| 808      | SS „Harry A. Garfield”     | Harry A. Garfield     | standardowy   | 24 maja 1943         | 23 lipca 1943        | sprzedany w prywatne ręce w 1947, ciężko uszkodzony i złomowany w 1965                                                                                |
| 809      | SS „Arthur L. Perry”       | Arthur L. Perry       | standardowy   | 4 czerwca 1943       | 8 sierpnia 1943      | złomowany w 1957 |
| 810      | SS „Nelson Dingley”        | Nelson Dingley        | standardowy   | 10 czerwca 1943      | 20 lipca 1943        | sprzedany w prywatne ręce w 1947, złomowany w 1972 |
| 811      | SS „James Bowdoin”         | James Bowdoin         | standardowy   | 15 czerwca 1943      | 1 sierpnia 1943      | złomowany w 1972 |
| 812      | SS „Henry Jocelyn”         | Henry Jocelyn         | standardowy   | 20 czerwca 1943      | 15 sierpnia 1943     | złomowany w 1973 |
| 813      | SS „Bartholomew Gosnold”   | Bartholomew Gosnold   | standardowy   | 24 czerwca 1943      | 22 sierpnia 1943     | sprzedany w prywatne ręce w 1947, złomowany w 1966 |
| 814      | SS „Ferdinando Gorges”     | Ferdinando Gorges     | standardowy   | 24 czerwca 1943      | 12 sierpnia 1943     | złomowany w 1965 |
| 815      | SS „John Mason”            | John Mason            | standardowy   | 24 czerwca 1943      | 12 sierpnia 1943     | sprzedany w prywatne ręce w 1947, ciężko uszkodzony i złomowany w 1966                                                                                |
| 816      | SS „Anna Howard Shaw”      | Anna Howard Shaw      | standardowy   | 21 lipca 1943        | 31 sierpnia 1943     | złomowany w 1967 |
| 817      | SS „Tobias Lear”           | Tobias Lear           | standardowy   | 24 lipca 1943        | 11 września 1943     | sprzedany w prywatne ręce w 1947, ciężko uszkodzony i złomowany w 1967                                                                                |
| 818      | SS „William H. Todd”       | William H. Todd       | standardowy   | 2 sierpnia 1943      | 19 września 1943     | sprzedany w prywatne ręce w 1947, złomowany w 1967 |
| 819      | SS „John N. Robins”        | John N. Robins        | standardowy   | 9 sierpnia 1943      | 30 września 1943     | sprzedany w prywatne ręce w 1947, złomowany w 1964 |
| 820      | SS „Cyrus H. K. Curtis”    | Cyrus H. K. Curtis    | standardowy   | 19 lipca 1943        | 31 sierpnia 1943     | złomowany w 1958 |
| 821      | SS „William Dewitt Hyde”   | William Dewitt Hyde   | standardowy   | 19 lipca 1943        | 31 sierpnia 1943     | złomowany w 1968 |
| 822      | SS „Thomas Clyde”          | Thomas Clyde          | standardowy   | 16 sierpnia 1943     | 5 października 1943  | sprzedany w prywatne ręce w 1947, ciężko uszkodzony i złomowany w 1963                                                                                |
| 823      | SS „Park Holland”          | Park Holland          | standardowy   | 30 lipca 1943        | 14 września 1943     | spalony i zniszczony w 1947 |
| 824      | SS „Peregrine White”       | Peregrine White       | standardowy   | 30 lipca 1943        | 14 września 1943     | sprzedany w prywatne ręce w 1947, złomowany w 1970 |
| 825      | SS „Enoch Train”           | Enoch Train           | standardowy   | 23 sierpnia 1943     | 12 października 1943 | złomowany w 1966 |
| 826      | SS „William Blackstone”    | William Blackstone    | standardowy   | 1 września 1943      | 19 października 1943 | sprzedany w prywatne ręce w 1947, złomowany w 1962 |
| 827      | SS „John Fairfield”        | John Fairfield        | standardowy   | 13 sierpnia 1943     | 10 października 1943 | złomowany w 1968 |
| 828      | SS „William Eustis”        | William Eustis        | standardowy   | 23 listopada 1942    | 21 stycznia 1943     | storpedowany i zatopiony na północnym Atlantyku w 1943                                                                                                |
| 829      | SS „John Armstrong”        | John Armstrong        | standardowy   | 3 grudnia 1942       | 28 stycznia 1943     | złomowany w 1964 |
| 830      | SS „William H. Crawford”   | William Crawford      | standardowy   | 14 grudnia 1942      | 5 lutego 1943        | złomowany w 1969 |
| 831      | SS „James Barbour”         | James Barbour         | standardowy   | 19 grudnia 1942      | 10 lutego 1943       | złomowany w 1970 |
| 832      | SS „John H. Eaton”         | John H. Eaton         | standardowy   | 22 grudnia 1942      | 15 lutego 1943       | sprzedany w prywatne ręce w 1947, złomowany w 1968 |
| 833      | SS „Joel R. Poinsett”      | Joel R. Poinsett      | standardowy   | 31 grudnia 1942      | 19 lutego 1943       | przełamał się na pół w północnym Atlantyku w 1944, uratowany, depot ship                                                                              |
| 834      | SS „John Bell”             | John Bell             | standardowy   | 7 stycznia 1943      | 24 lutego 1943       | storpedowany i zatopiony w pobliżu Sardynii w 1943 |
| 835      | SS „John C. Spencer”       | John C. Spencer       | standardowy   | 13 stycznia 1943     | 5 marca 1943         | złomowany w 1962 |
| 836      | SS „James M. Porter”       | James M. Porter       | standardowy   | 8 stycznia 1943      | 28 lutego 1943       | złomowany w 1961 |
| 837      | SS „William Wilkins”       | William Wilkins       | standardowy   | 22 stycznia 1943     | 6 marca 1943         | złomowany w 1963 |
| 838      | SS „Fitzhugh Lee”          | Fitzhugh Lee          | standardowy   | 29 stycznia 1943     | 16 marca 1943        | złomowany w 1959 |
| 839      | SS „Jubal A. Early”        | Jubal A. Early        | standardowy   | 6 lutego 1943        | 19 marca 1943        | sprzedany w prywatne ręce w 1947, złomowany w 1968 |
| 840      | SS „Richard S. Ewell”      | Richard S. Ewell      | standardowy   | 11 lutego 1943       | 29 marca 1943        | złomowany w 1965 |
| 841      | SS „George E. Pickett”     | George E. Pickett     | standardowy   | 16 lutego 1943       | 31 marca 1943        | złomowany w 1969 |
| 842      | SS „William N. Pendleton”  | William N. Pendleton  | standardowy   | 20 lutego 1943       | 5 kwietnia 1943      | złomowany w 1971 |
| 843      | SS „Moses Austin”          | Moses Austin          | standardowy   | 25 lutego 1943       | 10 kwietnia 1943     | sprzedany w prywatne ręce w 1947, złomowany w 1969 |
| 844      | SS „Benito Juarez”         | Benito Juárez         | standardowy   | 1 marca 1943         | 14 kwietnia 1943     | ciężko uszkodzony w 1966, podniesiony, złomowany w 1968                                                                                               |
| 845      | SS „David G. Burnet”       | David G. Burnet       | standardowy   | 6 marca 1943         | 17 kwietnia 1943     | złomowany w 1964 |
| 846      | SS „James S. Hogg”         | James S. Hogg         | standardowy   | 8 marca 1943         | 23 kwietnia 1943     | przekazany USN jako „Pavo” (AK-19), złomowany w 1972                                                                                                  |
| 847      | SS „Jane Long”             | Jane Long             | standardowy   | 17 marca 1943        | 30 kwietnia 1943     | złomowany w 1973 |
| 848      | SS „James B. Bonham”       | James B. Bonham       | standardowy   | 20 marca 1943        | 4 maja 1943          | złomowany w 1966 |
| 849      | SS „James W. Fannin”       | James W. Fannin       | standardowy   | 30 marca 1943        | 12 maja 1943         | sprzedany w prywatne ręce w 1947, zniszczony w 1966                                                                                                   |
| 850      | SS „Anson Jones”           | Anson Jones           | standardowy   | 1 kwietnia 1943      | 14 maja 1943         | sprzedany w prywatne ręce w 1947, złomowany w 1969 |
| 851      | SS „Frederick L. Dau”      | Frederick L. Dau      | standardowy   | 6 kwietnia 1943      | 17 maja 1943         | sprzedany w prywatne ręce w 1947, złomowany w 1969 |
| 852      | SS „James E. Haviland”     | James E. Haviland     | standardowy   | 12 kwietnia 1943     | 24 maja 1943         | zatopiony aby stworzyć sztuczną rafę w pobliżu the Virginia Capes 1976                                                                                |
| 853      | SS „Edward Burleson”       | Edward Burleson       | standardowy   | 15 kwietnia 1943     | 27 maja 1943         | złomowany w 1963 |
| 854      | SS „Lorenzo De Zavala”     | Lorenzo De Zavala     | standardowy   | 19 kwietnia 1943     | 29 maja 1943         | złomowany w 1964 |
| 855      | SS „Benjamin R. Milam”     | Benjamin R. Milam     | standardowy   | 24 kwietnia 1943     | 3 czerwca 1943       | eksplodował i zatonął w Baltimore w 1945, naprawiony, sprzedany w prywatne ręce w 1947, złomowany w 1961                                              |
| 856      | SS „Sidney Sherman”        | Sidney Sherman        | standardowy   | 1 maja 1943          | 8 czerwca 1943       | złomowany w 1959 |
| 857      | SS „John Mary Odin”        | Jean-Marie Odin       | standardowy   | 5 maja 1943          | 15 czerwca 1943      | złomowany w 1961 |
| 858      | SS „Mary Austin”           | Mary Austin           | standardowy   | 13 maja 1943         | 19 czerwca 1943      | złomowany w 1972 |
| 859      | SS „E. A. Peden”           | E. A. Peden           | standardowy   | 15 maja 1943         | 24 czerwca 1943      | sprzedany w prywatne ręce w 1947, ciężko uszkodzony i złomowany w 1969                                                                                |
| 860      | SS „Collis P. Huntington”  | Collis P. Huntington  | standardowy   | 17 września 1942     | 1 listopada 1942     | złomowany w 1968 |
| 861      | SS „Cornelius Harnett”     | Cornelius Harnett     | standardowy   | 23 września 1942     | 6 listopada 1942     | złomowany w 1968 |
| 862      | SS „Henry Bacon”           | Henry Bacon           | standardowy   | 29 września 1942     | 11 listopada 1942    | storpedowany i zatopiony na Morzu Barentsa w 1945 |
| 863      | SS „Abner Nash”            | Abner Nash            | standardowy   | 4 października 1942  | 15 listopada 1942    | złomowany w 1964 |
| 864      | SS „Joseph Alston”         | Joseph Alston         | standardowy   | 10 października 1942 | 20 listopada 1942    | złomowany w 1967 |
| 865      | SS „Paul Hamilton Hayne”   | Paul Hamilton Hayne   | standardowy   | 15 października 1942 | 24 listopada 1942    | sprzedany w prywatne ręce w 1947, złomowany w 1967 |
| 866      | SS „Marshall Elliott”      | Marshall Elliott      | standardowy   | 20 października 1942 | 27 listopada 1942    | złomowany w 1968 |
| 867      | SS „James Iredell”         | James Iredell         | standardowy   | 25 października 1942 | 29 listopada 1942    | uszkodzony w konwoju w 1943, naprawiony, zbombardowany w Neapolu w 1943, naprawiony, zatopiony jako falochron w pobliżu Normandii i opuszczony w 1944 |
| 868      | SS „Penelope Barker”       | Penelope Barker       | standardowy   | 28 października 1942 | 1 grudnia 1942       | storpedowany i zatopiony na Morzu Barentsa w 1944 |
| 869      | SS „Alexander Lillington”  | Alexander Lillington  | standardowy   | 2 listopada 1942     | 6 grudnia 1942       | złomowany w 1961 |
| 870      | SS „Richard Caswell”       | Richard Caswell       | standardowy   | 6 listopada 1942     | 10 grudnia 1942      | storpedowany i zatopiony w pobliżu Paranagua w 1943                                                                                                   |
| 871      | SS „Pocahontas”            | Pocahontas            | standardowy   | 11 listopada 1942    | 13 grudnia 1942      | złomowany w 1960 |
| 872      | SS „Christopher Gadsden”   | Christopher Gadsden   | standardowy   | 15 listopada 1942    | 18 grudnia 1942      | złomowany w 1970 |
| 873      | SS „Betty Zane”            | Betty Zane            | standardowy   | 20 listopada 1942    | 22 grudnia 1942      | sprzedany w prywatne ręce w 1947, złomowany w 1968 |
| 874      | SS „James J. Pettigrew”    | James J. Pettigrew    | standardowy   | 24 listopada 1942    | 24 grudnia 1942      | złomowany w 1960 |
| 875      | SS „Daniel H. Hill”        | Daniel H. Hill        | standardowy   | 27 listopada 1942    | 27 grudnia 1942      | złomowany w 1964 |
| 876      | SS „George Davis”          | George Davis          | standardowy   | 29 listopada 1942    | 30 grudnia 1942      | złomowany w 1960 |
| 877      | SS „Walter Raleigh”        | Walter Raleigh        | standardowy   | 1 grudnia 1942       | 5 stycznia 1943      | złomowany w 1967 |
| 878      | SS „John Harvey”           | John Harvey           | standardowy   | 6 grudnia 1942       | 9 stycznia 1943      | zbombardowany w Bari w 1943, złomowany w 1948 |
| 879      | SS „Robert Howe”           | Robert Howe           | standardowy   | 10 grudnia 1942      | 13 stycznia 1943     | złomowany w 1971 |
| 880      | SS „Nathaniel Macon”       | Nathaniel Macon       | standardowy   | 13 grudnia 1942      | 17 stycznia 1943     | sprzedany w prywatne ręce w 1947, wrecked 1952, zadeklarowany jako kompletnie zniszczony ale naprawiony, złomowany w 1969                             |
| 881      | SS „John Wright Stanly”    | John Wright Stanly    | standardowy   | 18 grudnia 1942      | 19 stycznia 1943     | sprzedany w prywatne ręce w 1947, złomowany w 1969 |
| 882      | SS „Francis Nash”          | Francis Nash          | standardowy   | 22 grudnia 1942      | 21 stycznia 1943     | sprzedany w prywatne ręce w 1947, złomowany w 1971 |
| 883      | SS „Ephraim Brevard”       | Ephraim Brevard       | standardowy   | 24 grudnia 1942      | 24 stycznia 1943     | złomowany w 1972 |
| 884      | SS „George E. Badger”      | George E. Badger      | standardowy   | 27 grudnia 1942      | 26 stycznia 1943     | złomowany w 1972 |
| 885      | SS „Flora MacDonald”       | Flora MacDonald       | standardowy   | 30 grudnia 1942      | 30 stycznia 1943     | storpedowany i zatopiony w pobliżu Sierra Leone 1943                                                                                                  |
| 886      | SS „James Sprunt”          | James Sprunt          | standardowy   | 5 stycznia 1943      | 3 lutego 1943        | storpedowany i zatopiony w pobliżu Kuby w 1943 |
| 887      | SS „Matt W. Ransom”        | Matt W. Ransom        | standardowy   | 9 stycznia 1943      | 6 lutego 1943        | storpedowany w pobliżu Casablanki, naprawiony, zatopiony jako część falochronu w pobliżu Normandii w 1944                                             |
| 888      | SS „Furnifield M. Simmons” | Furnifield M. Simmons | standardowy   | 13 stycznia 1943     | 10 lutego 1943       | sprzedany w prywatne ręce w 1947, złomowany w 1968 |
| 889      | SS „Edward B. Dudley”      | Edward B. Dudley      | standardowy   | 17 stycznia 1943     | 13 lutego 1943       | storpedowany i zatopiony na północnym Atlantyku w 1943                                                                                                |
| 890      | SS „Willie Jones”          | Willie Jones          | standardowy   | 19 stycznia 1943     | 16 lutego 1943       | zatopiony jako cel |
| 891      | SS „James Moore”           | James Moore           | standardowy   | 21 stycznia 1943     | 19 lutego 1943       | sprzedany w prywatne ręce w 1947, złomowany w 1972 |
| 892      | SS „Alfred Moore”          | Alfred Moore          | standardowy   | 24 stycznia 1943     | 22 lutego 1943       | złomowany w 1961 |
| 893      | SS „Woodrow Wilson”        | Woodrow Wilson        | standardowy   | 26 stycznia 1943     | 25 lutego 1943       | złomowany w 1960 |
| 894      | SS „William D. Pender”     | William D. Pender     | standardowy   | 30 stycznia 1943     | 28 lutego 1943       | złomowany w 1960 |
| 895      | SS „William D. Moseley”    | William D. Moseley    | standardowy   | 3 lutego 1943        | 5 marca 1943         | złomowany w 1962 |
| 896      | SS „David L. Swain”        | David L. Swain        | standardowy   | 6 lutego 1943        | 9 marca 1943         | sprzedany w prywatne ręce w 1947, złomowany w 1968 |
| 897      | SS „Jonathan Worth”        | Jonathan Worth        | standardowy   | 11 lutego 1943       | 12 marca 1943        | złomowany w 1969 |
| 898      | SS „Matthew T. Goldsboro”  | Matthew T. Goldsboro  | standardowy   | 13 lutego 1943       | 15 marca 1943        | złomowany w 1969 |
| 899      | SS „Elisha Mitchell”       | Elisha Mitchell       | standardowy   | 16 lutego 1943       | 18 marca 1943        | złomowany w 1961 |
| 900      | SS „Christopher Gale”      | Christopher Gale      | standardowy   | 19 lutego 1943       | 21 marca 1943        | złomowany w 1962 |